# Мовиль
Мовиль (сокр. от Москва Вильнюс) — традиционное название одного из составов для консервации автомобилей, предназначенного для обработки скрытых полостей кузова изнутри. Название происходит от сокращения названий городов Москва и Вильнюс, где находились научно-исследовательские институты, занимавшиеся разработкой данного средства. Защитное действие мовиля заключается в образовании плотной комбинированной защитной плёнки на поверхности стали, препятствующей проникновению кислорода и влаги — основных факторов коррозии металла. Мовиль наносится распылением или кисточкой. Вопреки распространённому мнению, мовиль, даже с добавками, не способен покрывать поверхность цинком.

## Составы мовиля
- Оригинальный состав (ТУ 6-15-1521-86) состоит из церезина, окисленного петролатума, олифы, импортных ингибиторов коррозии и растворителя — уайт-спирита[1].
- Мовиль-1 (ТУ 6-15-07-111-85) изготовлен на основе полимерных смол с добавлением пластификаторов, ингибиторов коррозии и растворителей — уайт-спирита и изопропилового спирта[1].
- Мовиль-2 (ТУ 6-15-07-119-86) содержит полимерные смолы, церезин, петролатум, индустриальное масло, ингибиторы коррозии и уайт-спирит в качестве растворителя[1].

Современные антикоррозионные препараты под наименованием «мовиль» зачастую не соответствуют указанным рецептурам. Обычно это масляные антикоррозийные составы на основе индустриальных масел с добавлением пленкообразующих веществ и ингибиторов коррозии, преимущественно дешёвых сульфонатов (например, сульфоната натрия или калия), либо составы, близкие по рецептуре к мовилю-2 (масляно-воскового типа).

## Особенности применения
- Мовиль наносится на металл, лакокрасочные и другие покрытия, не имеющие синтетической основы.
- Не требует дополнительных средств сушки.
- Образует влагоотталкивающий защитный слой.
- Не оказывает вредного воздействия на краску и металлические поверхности.
- Совместим со всеми видами лакокрасочных покрытий.

## Рекомендации по применению
- Внутренние поверхности кузова обрабатываются с помощью специального распылительного носика, надеваемого на трубку, который вводится в технологическое отверстие и распыляет средство внутри.
- Для наружной обработки применяется распылительная головка без трубки.
- Расход состава при нанесении одного слоя составляет около 400 г/м².
- Время высыхания при температуре +20 °C — 1,5-2 часа.
- Рекомендуется наносить 2-3 слоя.
- Перед нанесением поверхность следует очистить от загрязнений, рыхлой ржавчины и желательно обезжирить.
- Температурный режим нанесения: от +10 °C до +30 °C.
- После высыхания слои приобретают коричневый оттенок.
- При повторном использовании баллон необходимо перевернуть и нажать на распылительную головку до прекращения выхода раствора и начала выхода газа. Засорённую головку можно прочистить растворителем.

## Меры безопасности
- Работы проводить в хорошо проветриваемом помещении.
- Использовать средства индивидуальной защиты органов зрения (герметичные защитные очки), кожи (химически стойкие перчатки) и спецодежду.
- При попадании на кожу рекомендуется смыть растворителем (например, уайт-спиритом).
- Хранить средство в закрытой таре, недоступной для детей.
- Условия хранения и срок годности
- Не допускать воздействия прямых солнечных лучей и нагревания выше +50 °C.
- Срок годности составляет 24 месяца с момента производства.

Таким образом, мовиль является специализированным антикоррозийным составом для внутренних полостей кузовов автомобилей, эффективно защищающим металл от ржавления за счёт создания защитного барьера от влаги и воздуха.